# Ritzingen
Ritzingen is een plaats en voormalige gemeente in het Zwitserse kanton Wallis, en maakt sinds 1 oktober 2000 deel uit van de gemeente Grafschaft in het district Goms.

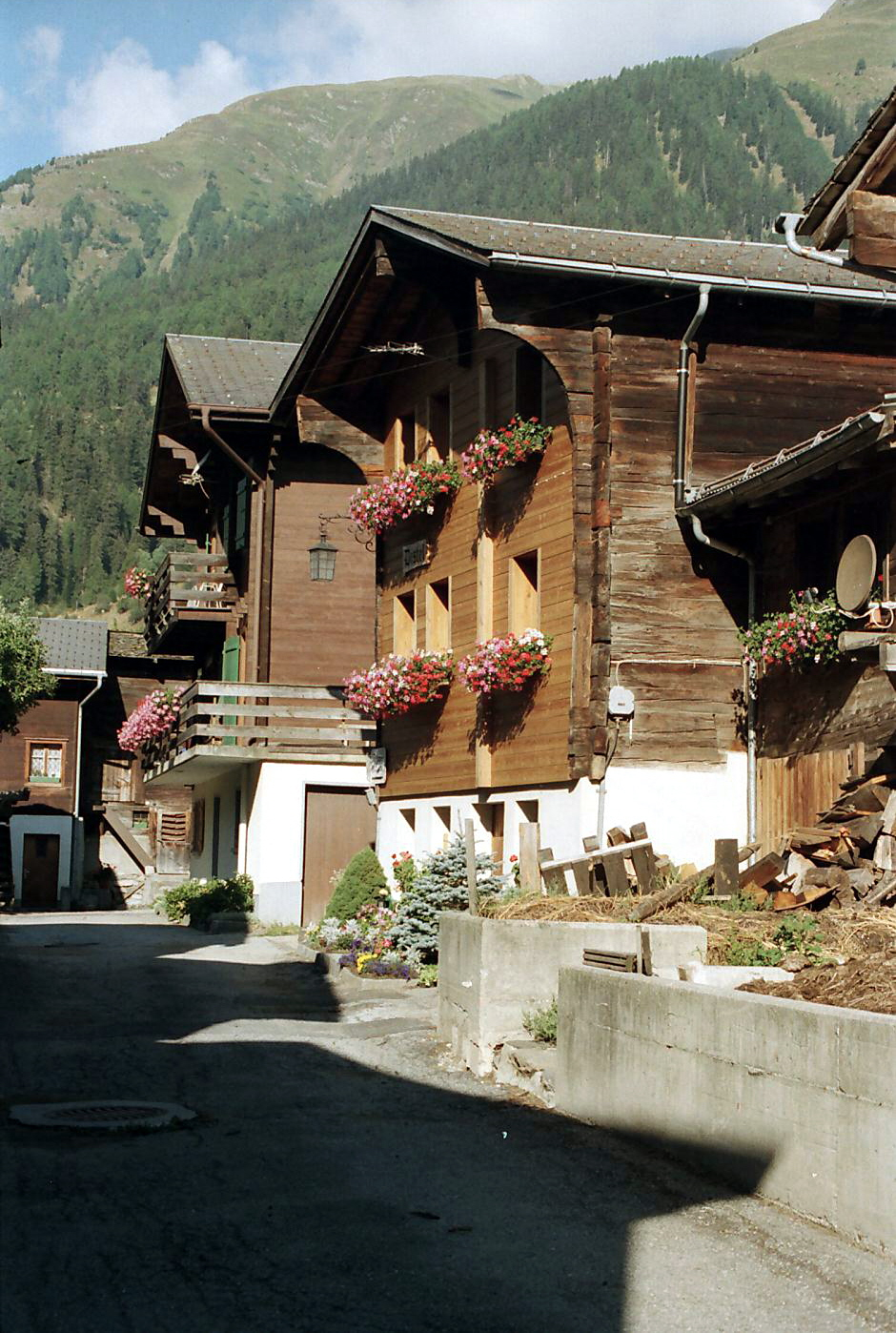
Voor de streek kenmerkende huizen in Ritzingen

- Historisch woordenboek van Zwitserland: 002698
- Virtual International Authority File: 241901014